# Reid Brignac
Reid Michael Brignac (né le 16 janvier 1986 à Saint Amant dans la paroisse de l'Ascension, Louisiane, États-Unis) est un joueur d'arrêt-court et de deuxième but des Braves d'Atlanta de la Ligue majeure de baseball.

## Carrière
Après des études secondaires à la Saint Amant High School de Saint Amant (Louisiane), Reid Brignac est drafté le 7 juin 2004 par les Devil Rays de Tampa Bay au deuxième tour de sélection (45e choix). Il passe cinq saisons en Ligues mineures avant d'effectuer ses débuts en Ligue majeure le 4 juillet 2008. Il est de retour en Ligues mineures le 15 juillet après dix passages au bâton sans aucun coup sûr.
De retour en Ligue majeure en 2009, Brignac frappe son premier coup sûr le 22 mai et son premier coup de circuit le 14 septembre.
En 113 parties jouées en 2010, il présente de nouveaux sommets personnels de 8 circuits et 45 points produits en une saison. Sa saison 2011 est plus difficile alors qu'il ne frappe que pour ,193 de moyenne au bâton avec un seul circuit et 15 points produits en 92 rencontres. En 2012, il n'apparaît que dans 16 matchs des Rays et obtient deux coups sûrs.
Le 14 février 2013, les Rays transfèrent Brignac aux Rockies du Colorado contre un joueur à être nommé plus tard. Après 29 matchs joués pour Colorado en 2013, il est transféré le 18 mai aux Yankees de New York. Il dispute 17 matchs des Yankees en 2013 mais ne réussit que 5 coups sûrs en 45 passages au bâton.
En 2014, il s'aligne avec les Phillies de Philadelphie pour 37 matchs.
Le 9 décembre 2014, il signe un contrat des ligues mineures avec les Marlins de Miami. Il apparaît dans 17 matchs des Marlins en 2015 mais n'obtient qu'un coup sûr et 3 buts-sur-balles en 17 voyages au bâton.
Il rejoint les Braves d'Atlanta le 5 novembre 2015.

## Vie privée
Il est marié à la playmate Lauren Anderson.

## Statistiques
| Saison | Équipe    | G   | AB  | R  | H   | 2B | 3B | HR | RBI | SB | BA    |
| ------ | --------- | --- | --- | -- | --- | -- | -- | -- | --- | -- | ----- |
| 2008   | Tampa Bay | 4   | 10  | 1  | 0   | 0  | 0  | 0  | 0   | 0  | 0,000 |
| 2009   | Tampa Bay | 31  | 90  | 10 | 15  | 8  | 2  | 1  | 6   | 2  | 0,278 |
| 2010   | Tampa Bay | 113 | 301 | 39 | 77  | 13 | 1  | 8  | 45  | 3  | 0,256 |
| Totaux | Totaux    | 148 | 401 | 50 | 102 | 21 | 3  | 9  | 51  | 5  | 0,254 |

| Saison | Équipe    | G | AB | R | H | 2B | 3B | HR | RBI | SB | BA   |
| ------ | --------- | - | -- | - | - | -- | -- | -- | --- | -- | ---- |
| 2010   | Tampa Bay | 2 | 3  | 0 | 0 | 0  | 0  | 0  | 0   | 0  | .000 |
| Totaux | Totaux    | 2 | 3  | 0 | 0 | 0  | 0  | 0  | 0   | 0  | .000 |

Note : G = Matches joués ; AB = Passages au bâton; R = Points ; H = Coups sûrs ; 2B = Doubles ; 3B = Triples ; 
HR = Coup de circuit ; RBI = Points produits ; SB = Buts volés ; BA = Moyenne au bâton.